# 2965 Surikov
2965 Surikov (1975 BX) là một tiểu hành tinh vành đai chính được phát hiện ngày 18 tháng 1 năm 1975 bởi L. Chernykh ở Nauchnyj.